# Bernal Díaz del Castillo
Bernal Díaz del Castillo (Medina del Campo, 1492 – Guatemala, 1584) è stato un esploratore spagnolo e il principale cronista della Conquista del Messico.
Bernal Díaz del Castillo si arruolò, come ufficiale, nella spedizione di Hernán Cortés ed espresse, come cronista della spedizione, il punto di vista dei soldati che accompagnarono Cortés , spesso critico nei confronti del loro comandante , accusato di essersi arricchito indebitamente a loro danno; partecipò alla conquista dell'impero azteco e la raccontò nel suo libro Historia Verdadera de la Conquista de la Nueva España.